# وینتربورن وایتچرچ
وینتربورن وایتچرچ (به انگلیسی: Winterborne Whitechurch) یک روستا و محله مدنی در بریتانیا است که در North Dorset واقع شده‌است. وینتربورن وایتچرچ ۷۵۷ نفر جمعیت دارد.